# Puyméras
Puyméras  (okzitanisch Puègmeiràs) ist eine französische Gemeinde mit 584 Einwohnern (Stand 1. Januar 2022) im Département Vaucluse in der Region Provence-Alpes-Côte d’Azur. Sie gehört zum Kanton Vaison-la-Romaine im Arrondissement Carpentras.

## Geografie
Puyméras befindet sich ungefähr fünf Kilometer nordöstlich von Vaison-la-Romaine und nimmt einen Zipfel im Norden des Départements Vaucluse ein, der an das Département Drôme angrenzt. Umliegende Gemeinden sind Faucon, Saint-Romain-en-Viennois und Villedieu in Vaucluse, sowie Mirabel-aux-Baronnies, Piégon, Châteauneuf-de-Bordette, Bénivay-Ollon und Mérindol-les-Oliviers in Drôme. Nächstgrößere Städte sind Valréas im Nordwesten (17 km), Carpentras im Süden (25 km) und Orange im Südwesten (30 km).
Die Gemeinde befindet sich in der Landschaft Baronnies zwischen den Flüssen Ouvèze und Eygues. Westlich des Ortszentrums fließt der 13,2 km lange Lauzon vorbei, der in der Nachbargemeinde Piégon entspringt und als rechter Nebenfluss in die Ouvèze mündet. Höchster Punkt der Gemeinde ist mit 846 Metern Höhe der Gros Moure an der Nordgrenze zu Châteauneuf-de-Bordette und Bénivay-Ollon. Das Gemeindegebietes gehört zum Regionalen Naturpark Mont-Ventoux.

## Verkehr
Der Westen des Gemeindegebietes wird von der Departement-Straße D938 durchquert, die von Vaison-la-Romaine kommend in Richtung Nyons führt. Östlich der D938 zweigt die D46 ab, mit der man nach Mollans-sur-Ouvèze kommt.

## Geschichte
Spuren menschlicher Anwesenheit gehen bis ins Neolithikum zurück. Auf dem Gemeindegebiet wurde eine Feuersteinschleiferei und eine Grabstätte aus dieser Zeit entdeckt. Für das 3. und 4. Jahrhundert konnte ein gallo-römischer Abbau von Bodenschätzen nachgewiesen werden.
Die Siedlung von Puyméras entstand erst im Mittelalter und stand für lange Zeit unter der Herrschaft der Grafen von Toulouse. Aufgrund mehrerer Verheiratungen und Gebietsaufteilungen ging das Lehen an unterschiedliche Herrscherfamilien wie etwas die Taulignans und die Montaubans.

### Einwohnerentwicklung
| Jahr      | 1962 | 1968 | 1975 | 1982 | 1990 | 1999 | 2008 | 2016 |
| --------- | ---- | ---- | ---- | ---- | ---- | ---- | ---- | ---- |
| Einwohner | 368  | 387  | 414  | 436  | 537  | 610  | 636  | 636  |

## Sehenswürdigkeiten
- Rundturm mit Schutzmauer und ehemaligem Stadttor (Portail de Sabrun)
- Kirche Saint-Michel im romanischen Stil, während der Hugenottenkriege teilweise zerstört
- Schlossruine
- Kapellen (Saint-Apollinaire, Saint-Flavien, Saint-Georges)

|  |  |

## Persönlichkeiten
- Pau Roustan (1859–1938), Okzitanist und Schriftsteller